# 우리 딸을 위해서라면, 나는 마왕을 쓰러뜨릴 수 있을지 몰라

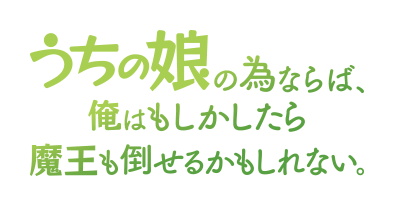

《우리 딸을 위해서라면, 나는 마왕도 쓰러뜨릴 수 있을지 몰라.》(일본어: うちの娘の為ならば、俺はもしかしたら魔王も倒せるかもしれない。)은 치로루가 쓰고, 트뤼프와 케이가 삽화를 담당한 일본의 판타지 소설이다. 일본에서 HJ문고에서 서적판으로 출간 중이다. 2014년 8월 1일부터 일본의 소설 투고 사이트 《소설가가 되자》에 연재가 되었다.